# Museo Nacional Centro de Arte Reina Sofía
El Museo Nacional Centro de Arte Reina Sofía (MNCARS), conocido comúnmente como Museo Reina Sofía, es un museo español de arte del siglo XX y contemporáneo, con sede en la ciudad de Madrid.
Tomó como sede el antiguo Hospital General de Madrid, gran edificio neoclásico del siglo XVIII situado en la zona de Atocha, cerca de la estación homónima de tren y de la Estación del Arte de Metro. Este hospital fue diseñado inicialmente por José de Hermosilla y continuado posteriormente por Francesco Sabatini, y actualmente se le conoce como edificio Sabatini en honor a este arquitecto italiano. El museo como tal fue inaugurado en 1992, si bien el edificio ya había albergado exposiciones temporales en años previos. En septiembre de 2005 se ampliaron las instalaciones de la institución con la apertura del edificio Nouvel en el inicio de la Ronda de Atocha.
El Reina Sofía es el vértice sur del conocido como Triángulo del Arte de Madrid, que incluye a otros dos célebres museos: el Prado y el Thyssen-Bornemisza. Forma parte del denominado Paisaje de la Luz, paisaje cultural declarado Patrimonio de la Humanidad el 25 de julio de 2021.
En la colección permanente del museo destaca un núcleo de obras de grandes artistas españoles del siglo XX, especialmente Pablo Picasso, Salvador Dalí y Joan Miró, representados ampliamente y con algunas de sus mejores obras. Son muy relevantes también las colecciones de arte surrealista (con obras de Francis Picabia, René Magritte, Óscar Domínguez o Yves Tanguy, además de los ya citados Miró y Dalí), del cubismo (que a la colección Picasso añade nombres como Juan Gris, María Blanchard, Georges Braque, Robert Delaunay, Fernand Léger o Albert Gleizes), y la presencia de artistas de la Nueva Figuración, como Francis Bacon o Antonio Saura.
Junto a estos autores hay muchos otros de diversas tendencias tan destacados como Lucio Fontana, Yves Klein, Diego Rivera, Andreu Alfaro, Alexander Calder, Roberto Matta, Mark Rothko, Antonio López García, Antoni Tàpies, Soledad Sevilla, Carmen Laffón  o Sam Francis.
El número de visitantes ha ido aumentando progresivamente hasta convertirse en el museo más visitado de España y uno de los más visitados del mundo. Estos datos y la activa política de adquisiciones le han situado en un puesto de privilegio entre los museos internacionales de arte contemporáneo. Según The Art Newspaper, basándose en datos facilitados por los propios museos, el número de visitas en 2016 fue de 3 646 598, récord histórico, situando al Reina Sofía como el museo de arte más visitado en España y el decimoprimero a nivel mundial, consiguiendo superar al MoMA y al Prado.
El museo está dirigido por Manuel Segade, que ha sido elegido en el año 2023 nuevo director del Museo Nacional Centro Reina Sofía y sustituyó a Manuel Borja-Villel, que anunció en enero que no presentaría su candidatura para continuar al frente del museo tras quince años en el cargo. Segade llevaba siendo el director del Museo Centro de Arte Dos de Mayo, en Móstoles, durante casi 10 años. Es licenciado en Historia del Arte por la Universidad Santiago de Compostela y ha desempeñado cargos en la Fundación Rafael Tous d'Art Contemporani de Barcelona, en el Centro Galego de Arte Contemporáneo de Santiago y el Centre National des Arts Plastiques en Francia.

## Historia

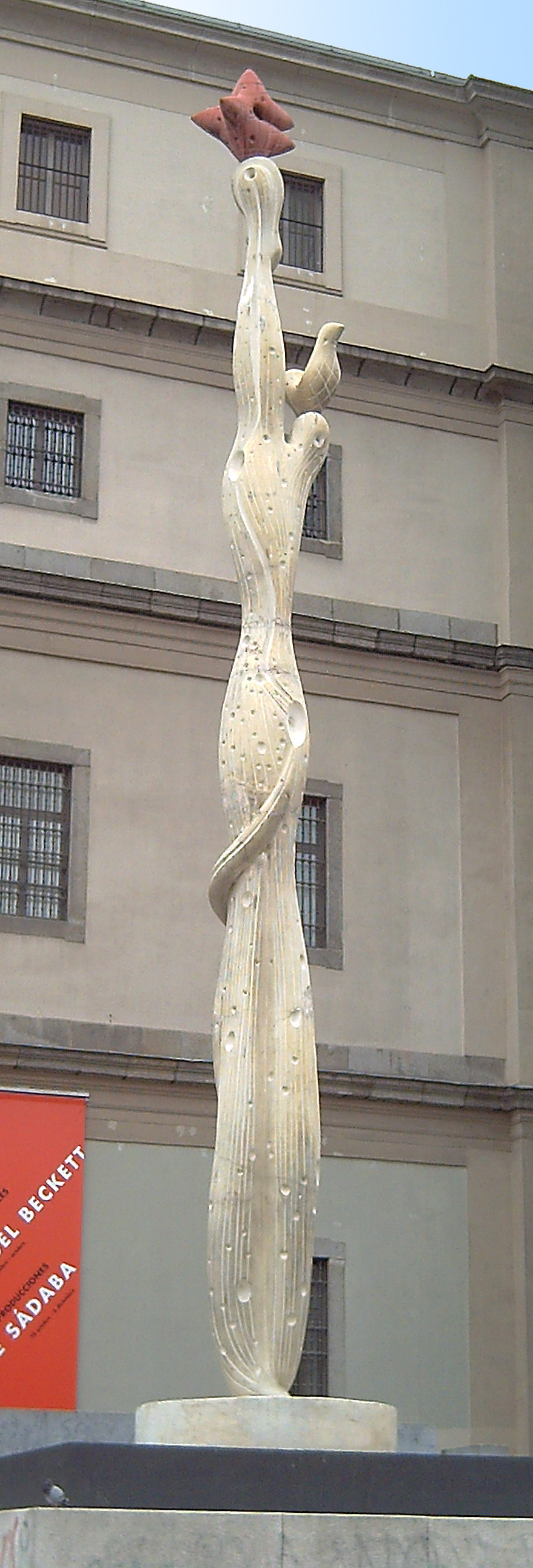
El pueblo español tiene un camino que conduce a una estrella, copia de la escultura de Alberto Sánchez de 1937, en la entrada del Museo.

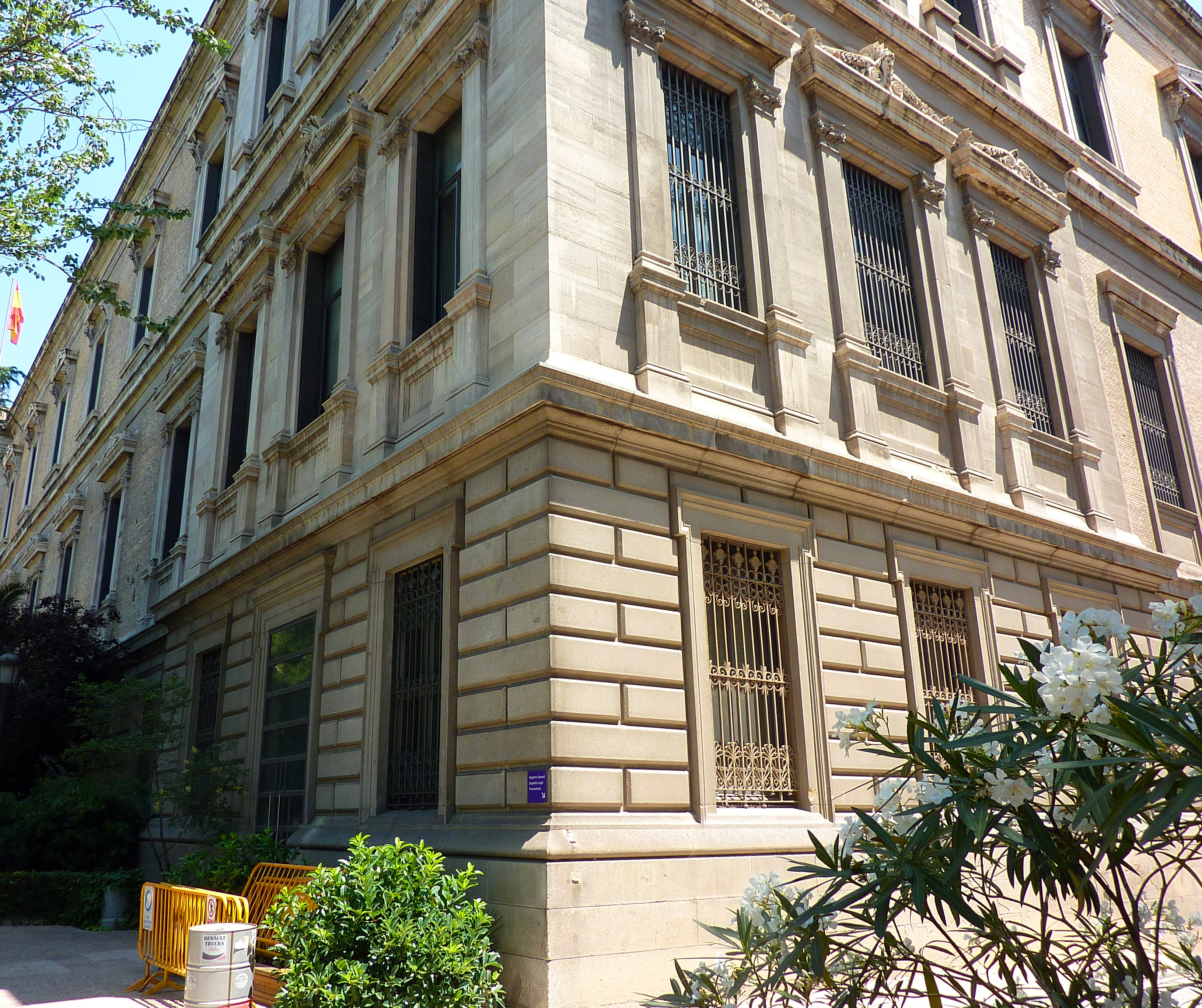
Zona del Palacio de Biblioteca y Museos Nacionales en la que se ubicaba el Museo de Arte Moderno

Los orígenes del MNCARS se remontan al Museo de Arte Moderno (MAM), institución creada en 1894 e inaugurada cuatro años más tarde, que se ubicaba en el ángulo suroeste del Palacio de Biblioteca y Museos Nacionales. Arrancó con las obras de los artistas del siglo XIX posteriores a Goya, aunque a lo largo de los años se incorporaron nuevas piezas, buena parte de ellas pinturas del siglo XX, que fueron cobrando un creciente protagonismo en la colección y relegando simultáneamente a las decimonónicas, las cuales se vieron cada vez más como un lastre para la imagen de modernidad que se pretendía dar del museo. De este modo, un grupo de artistas, encabezados por el arquitecto José Luis Fernández del Amo, logró que mediante Decreto de 9 de octubre de 1951 el Museo de Arte Moderno fuera dividido en dos, el Museo Nacional de Arte del siglo XIX y el Museo Nacional de Arte Contemporáneo, sin variar de ubicación, quedándose el Museo de Arte Contemporáneo con la parte baja de la sede y el del XIX con la alta. Fernández del Amo fue su primer director, cargo en el que permaneció hasta 1958. Sin embargo, en 1968 ambas colecciones fueron reunificadas, constituyéndose con ellas el Museo Español de Arte Contemporáneo (MEAC), aunque la unificación fue efímera, puesto que por Orden Ministerial de 5 de febrero de 1971 se creó la «Sección de Arte del Siglo XIX» del Museo del Prado, que supuso el traspaso de las obras del siglo XIX a este museo, las cuales fueron expuestas en el Casón del Buen Retiro desde el 24 de junio de ese año, en que dicha sección fue inaugurada, mientras que las piezas del siglo XX permanecieron en el MEAC hasta la disolución de este y su integración en el Reina Sofía.

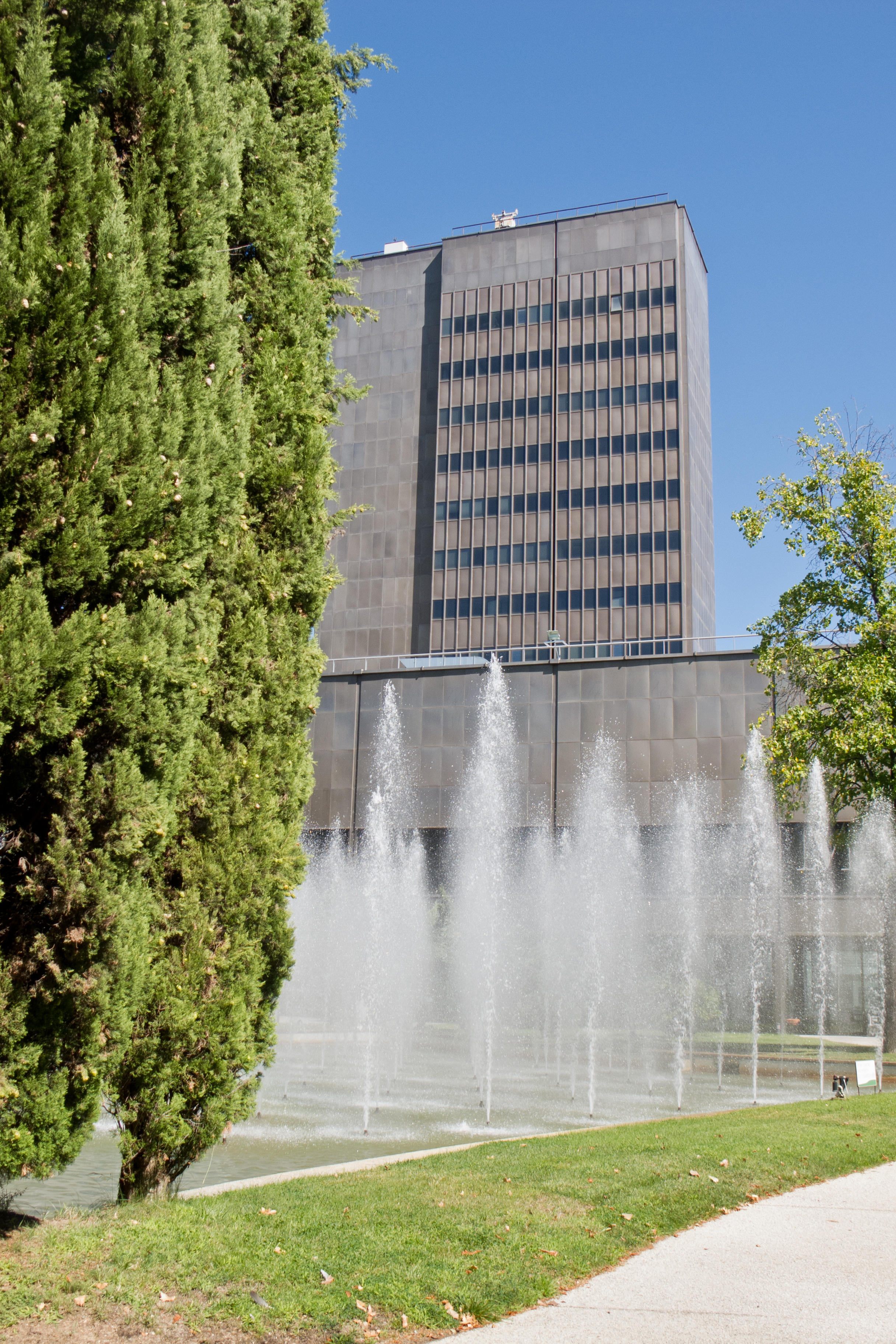
El edificio del Museo del Traje fue construido originalmente como sede del Museo Español de Arte Contemporáneo (MEAC)

Posteriormente, la colección se trasladó a su nueva sede en la Ciudad Universitaria de Madrid. En el primer cuatrimestre de 1991 la totalidad de las obras que se hallaban en ella, 8900, fueron trasladadas al edificio del MNCARS. La planta baja del edificio de la Ciudad Universitaria pasó a estar adscrita al Centro Nacional de Exposiciones, y el resto al Museo del Pueblo Español, integrado desde 1993 en el Museo Nacional de Antropología. Desde 2004, tras una rehabilitación, todo el inmueble sirve de sede del Museo del Traje.
Instalado en el edificio Sabatini, antiguo Hospital general de Madrid, que fue rehabilitado por Antonio Fernández Alba, José Luis Íñiguez de Onzoño y Antonio Vázquez de Castro, el museo fue inaugurado oficialmente el 26 de mayo de 1986 como Centro de Arte Reina Sofía, en honor a la Reina Sofía de España. Se inauguró con varias exposiciones. Una con una visión de futuro denominada Procesos Cultura y Nuevas Tecnologías, exposición compuesta de diferentes apartados, Vídeoarte comisariado por Paloma Navares, Grafismo Electrónico por Juan Carlos Eguillor, Electrografía comisariado por Marisa González, CDRom, Música Electroacústica, Laser, Arte Sonoro y Holografía comisariada por Vicente Carretón; además de presentar obra del histórico artista inventor español Val del Omar etc. Otra exposición establecía un diálogo de 3 artistas consagrados españoles, Eduardo Chillida, Antonio Saura y Antoni Tàpies, con Georg Baselitz, Twombly y Richard Serra, con el objetivo de confrontar la contemporaneidad española, con sus análogos extranjeros.
El objetivo inicial de la nueva institución era albergar exposiciones temporales (de ahí su denominación de centro y no de museo), pero dos años más tarde, mediante el Real Decreto 535/1988, de 27 de mayo, se convirtió en un museo estatal, tomando el nombre de Museo Nacional Centro de Arte Reina Sofía. Abrió sus puertas al público el 10 de septiembre de 1992, con fondos artísticos procedentes del MEAC. Su nuevo estatus como museo nacional llevó aparejada una política muy activa de compras y de captación de préstamos, a fin de poder mostrar un repertorio sólido del arte español en conexión con corrientes internacionales.
La institución es un organismo autónomo dependiente del Ministerio de Educación, Cultura y Deporte. En 2013 se aprobó el estatuto propio del museo.
La necesidad de mayores espacios llevó a construir un nuevo edificio en 2001, encargándose su construcción al arquitecto Jean Nouvel; la ampliación fue inaugurada en septiembre de 2005. Los nuevos espacios supusieron un aumento de más de un 60% en comparación con la superficie del edificio antiguo: de 51 297 m² a 84 048 m².
El Museo Reina Sofía se divide, por tanto, en dos edificios, llamados Sabatini y Nouvel, más dos sedes expositivas en el Parque del Retiro: el Palacio de Cristal y el Palacio de Velázquez, ambos construidos por el arquitecto español Ricardo Velázquez Bosco. Estas dos últimas sedes albergan exposiciones temporales o presentaciones especiales de artistas u obras de la colección del museo.

## Colecciones

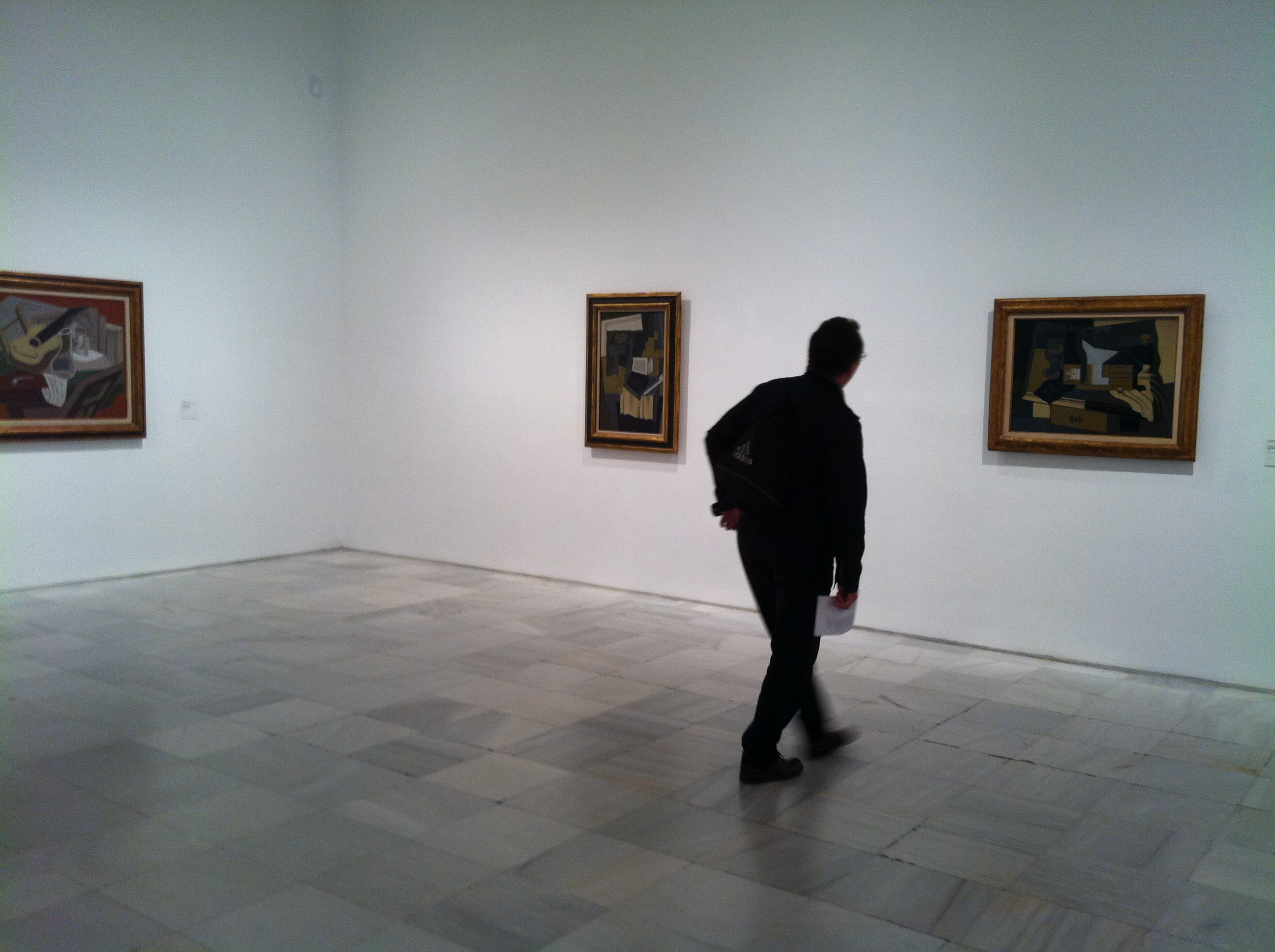
Vista de la sala 208, cuando estaba dedicada monográficamente a Juan Gris

Cronológicamente, la colección retoma el hilo temporal de la del Museo del Prado, al cubrir el periodo que va de finales del siglo XIX a la actualidad. El Real Decreto 410/1995, de 17 de marzo, replanteó las colecciones estatales, marcando el año de nacimiento de Picasso (1881) como línea divisoria entre el Prado y el Reina Sofía, un criterio que se ha cuestionado como demasiado rígido y que va siendo diluido por las últimas iniciativas de este museo, como la incorporación de ejemplos de Goya y Sorolla.
La trayectoria del arte moderno y contemporáneo en España, ignorado durante décadas por el coleccionismo privado y los organismos públicos, explica que haya muchas lagunas en el repertorio internacional del museo, si bien cuenta con algunos ejemplos relevantes de múltiples artistas desde Pierre Bonnard hasta Louise Bourgeois. La colección toma como núcleo el arte español contemporáneo y lo contextualiza en las corrientes internacionales con ejemplos de autores extranjeros, haciendo hincapié en aquellos vinculados con España, como Robert y Sonia Delaunay, André Masson, Francis Picabia, Alexander Calder, Torres García, Rafael Barradas o Wifredo Lam.
El inventario de bienes artísticos comprendía, a septiembre de 2014, 18 145 obras, entre las que se incluyen 3408 pinturas, 1654 esculturas e instalaciones, 3148 dibujos, 5502 grabados, 3630 fotografías, 346 piezas de vídeo, cine y audiovisuales, 354 de artes performativas e intermedia y 98 de arquitectura, diseño y artes decorativas. De ellas se exponen 1100, un 6%. Por otra parte, también se exhiben algunas piezas cedidas en depósito por terceros con el fin de completar los fondos propios del museo.
En septiembre de 2014 se hizo público el legado que la coleccionista Soledad Lorenzo planea donar al Museo, y que consiste en casi 400 piezas de importantes artistas como Antoni Tàpies, Txomin Badiola, Miquel Barceló, José María Sicilia, José Manuel Broto o Eduardo Chillida, entre otros.

### Principios delsigloXX

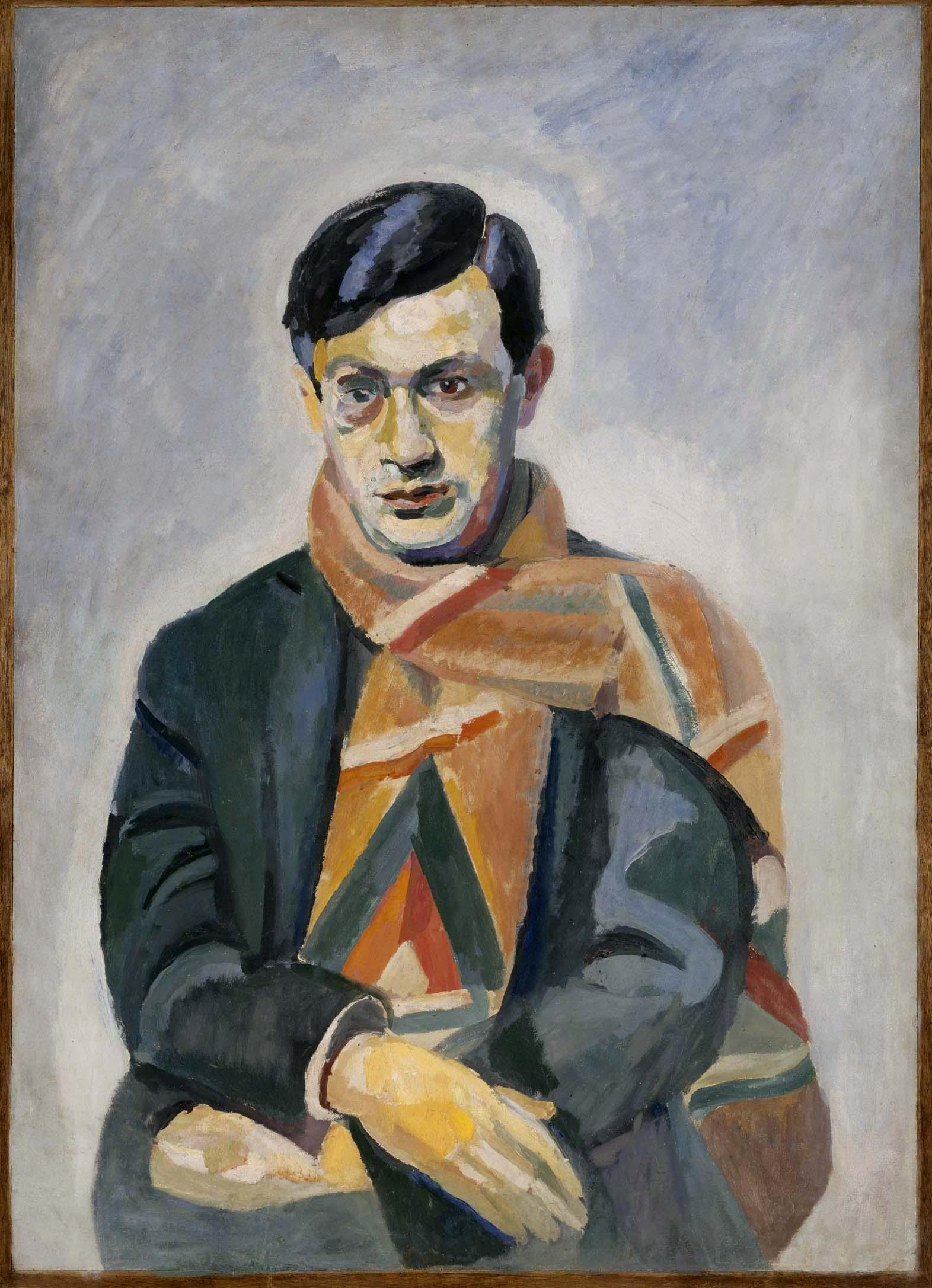
Retrato de Tristan Tzara, de Robert Delaunay, 1923

La colección arranca con autores españoles del cambio de siglo, como Ramón Casas, Anglada Camarasa, Romero de Torres, Ignacio Zuloaga, Isidro Nonell, Joaquín Mir, María Blanchard, López Mezquita, Julio González, Santiago Rusiñol, José Clará, Francisco Iturrino, Julio Antonio o José Gutiérrez Solana (pintor del que además se adquirió en 1999 su archivo).
Son artistas pertenecientes a diversas tendencias, como el Modernismo, el Realismo o el incipiente Cubismo, reflejo de la variedad del arte de principios del siglo XX. Según criterios más estilísticos que cronológicos, el repertorio expuesto ignoraba a artistas como Joaquín Sorolla, cuya ausencia se palió con el óleo Llegada de la pesca, depositado por el Museo de Bellas Artes de Asturias.
Artistas internacionales coetáneos, como Pierre Bonnard, George Grosz, Medardo Rosso, Albert Marquet, Kandinsky, Joaquín Torres García o Willi Baumeister están también presentes en la colección. 
El fondo de obras pertenecientes al cubismo es de gran importancia, añadiendo a las pinturas de Picasso y Gris las de Georges Braque (Botella y frutas, 1911; Naipes y dados, 1914), Albert Gleizes, Fernand Léger, André Lhote, Amédée Ozenfant y otros autores como Robert y Sonia Delaunay, además de esculturas de Henri Laurens, Jacques Lipchitz y el propio Picasso. Este repertorio se ha beneficiado de un acuerdo de préstamo temporal prorrogable, suscrito por la Fundación Telefónica en 2016, de 33 obras cubistas propiedad de dicha compañía.
Importante para el discurso del museo y casi inédita en España es la presencia de Oskar Schlemmer, uno de los grandes artistas de la Bauhaus, pudiéndose contemplar en el museo los figurines que realizó para el Ballet Triádico (1922), gracias a un préstamo de larga duración por parte de sus descendientes.
El conjunto de obras adscritas al surrealismo y movimientos afines es también sobresaliente, y reúne una nómina de autores muy variada: Francis Picabia (del que se posee una excelente representación, con pinturas y dibujos), René Magritte (Le secret du cortège, 1927; Grelots roses, ciels en lambeaux, 1930), Yves Tanguy, Man Ray, Marcel Duchamp, Brassaï, Victor Brauner, Jean Arp, Paul Klee, Kurt Schwitters (collages dadaístas), Max Ernst o Joseph Cornell. Muy destacada es la colección de obras del francés André Masson, en la que sobresalen los óleos La famille en état de métamorphose (1929) o La sorcière (1942-43), así como numerosos dibujos y bocetos relacionados con la tauromaquia y los paisajes españoles.

### Gris, Picasso, Dalí y Miró

Juan Gris: La bouteille d'anis (La botella de anís), 1914

El Museo Reina Sofía cuenta con excelentes colecciones de Juan Gris, Pablo Picasso, Salvador Dalí y Joan Miró, cuatro artistas españoles que se encuentran entre los más importantes del siglo XX y cuyos trabajos constituyen el gran puntal del museo.
El repertorio del madrileño Juan Gris es singularmente rico, a pesar de haber tenido que ser reunido en su totalidad en las últimas décadas, ya que su primera obra no se incorporó a las colecciones nacionales españolas hasta fecha muy tardía. Fue La guitare devant la mer (La guitarra ante el mar), comprada en 1977 para el MEAC. Sin embargo en la actualidad el fondo del autor incluye ya diecinueve pinturas, entre las que figuran algunos de sus mejores trabajos, como La bouteille d'anis (La botella de anís) (1914), Portrait de Madame Josette Gris (Retrato de Madame Josette Gris) (1916) o la citada La guitarra ante el mar (1925).
La representación de Picasso en el museo se centra en los años 30, ya que aunque la colección del artista se ha reforzado gradualmente con varias adquisiciones, la presencia de trabajos de otros periodos sigue siendo limitada. La obra más temprana de este artista que conserva el Reina Sofía es la Mujer en azul, de 1901, perteneciente a la denominada «Etapa azul». Le siguen dos pinturas del Cubismo analítico (El frutero, 1910, y Los pájaros muertos, 1912), otras surrealistas, varias de su estilo expresionista de la década de 1930 y las hay también de sus últimos años (tres grandes lienzos sobre el tema El pintor y la modelo, de 1963). La colección consta de un total de 292 obras, que incluyen 29 pinturas, y cuatro de sus principales esculturas: Tête de femme (Fernande) (Cabeza de mujer [Fernande]), considerada la primera escultura cubista, Femme au jardin (Mujer en el jardín), La femme au vase (La dama oferente) y L'homme au mouton (El hombre del cordero), además de dibujos y estampas. Entre estas últimas destacan Sueño y mentira de Franco y La Minotauromaquia. Sin embargo, no cuenta con ninguna representación de su importante labor en el campo de la cerámica.
La obra más conocida del museo es sin duda el Guernica, una de las obras más relevantes e icónicas del arte moderno, que se expone junto a múltiples bocetos preparatorios y fotografías originales que documentan su realización, tomadas por Dora Maar. El cuadro y algunos de los bocetos se custodiaron durante décadas en el MOMA de Nueva York y llegaron a España en 1981, siendo depositados inicialmente en el Casón del Buen Retiro, hasta que el conjunto se trasladó a este museo en 1992. Picasso había pintado esta obra por encargo del Gobierno de la II República, para decorar el Pabellón de la República Española de la Exposición Internacional de París de 1937. Otra obra para el mismo pabellón, la escultura El pueblo español tiene un camino que conduce a una estrella, de Alberto Sánchez, preside la entrada del MNCARS; se trata de una réplica ya que el original fue destruido.

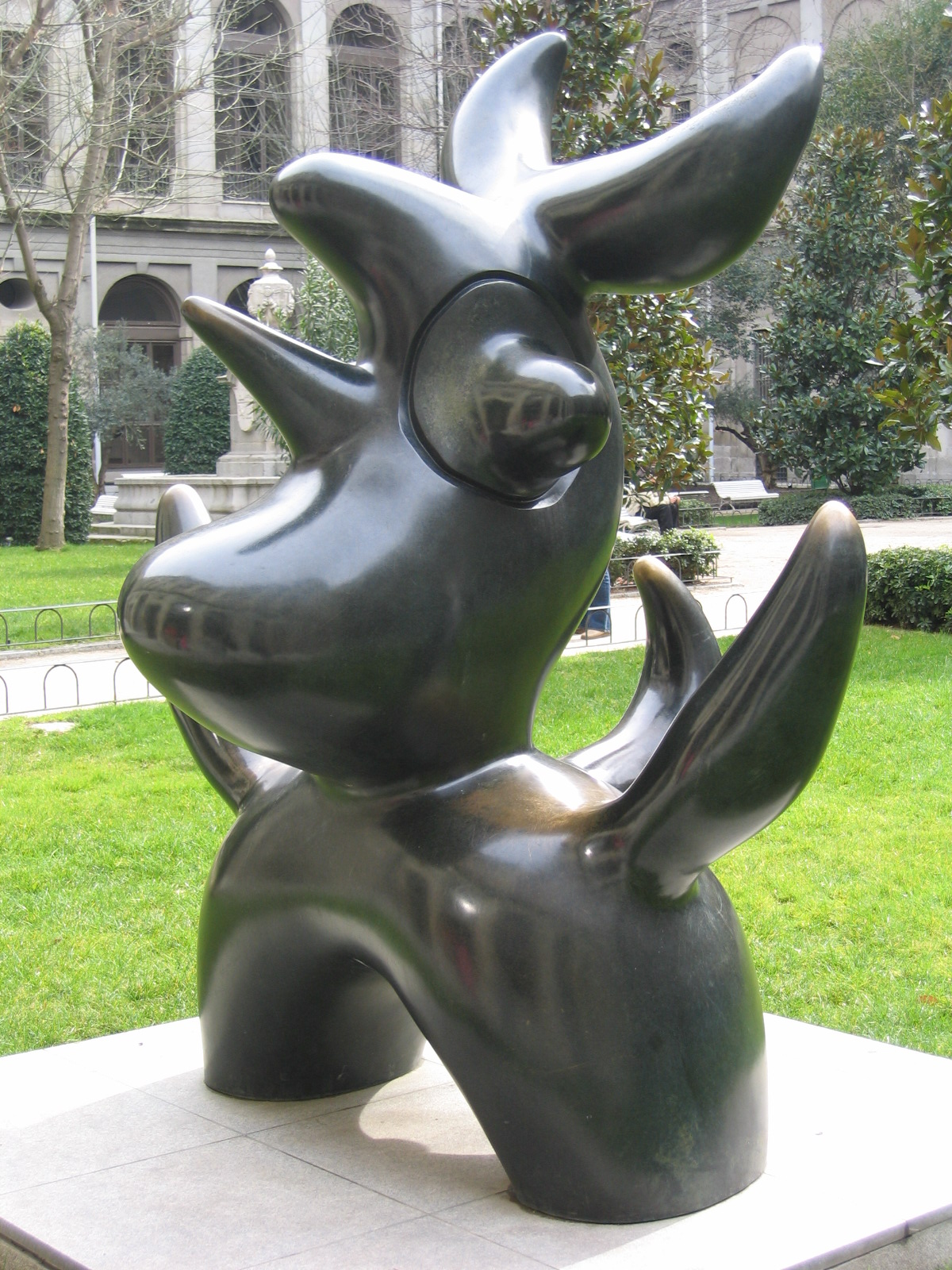
Oiseau lunaire (Pájaro lunar), por Joan Miró, 1966, en el patio del Edificio Sabatini

La notable colección de obras de Salvador Dalí se debe en buena parte a la herencia del pintor, que legó sus bienes al Estado español, siendo repartidos entre este museo y el Teatro-Museo Dalí de Figueras. Destacan obras maestras como Retrato de Luis Buñuel, Muchacha en la ventana, El enigma sin fin y El gran masturbador, así como esculturas y dibujos.
Junto con Gris, Picasso y Dalí, sobresale el fondo de Joan Miró. Inicialmente estuvo integrado casi en su totalidad por las obras entregadas en 1985 en dación como pago del impuesto de sucesiones por su viuda, Pilar Juncosa, y el resto de sus herederos: 24 pinturas y 203 grabados. Casi todas las pinturas estaban datadas entre los años 50 y 1983, pero posteriormente, mediante compras, fueron ingresando también trabajos de su primera época, en torno a los años 20. De las numerosas obras de este artista que conserva el museo, entre las que figuran cincuenta y cinco pinturas, destacan La casa de la palmera (1918),  Femme et chien devant la lune (Mujer y perro delante de la luna) (1936), o Le sourire des ailes flamboyantes (La sonrisa de alas flameantes) (1953). En el patio central se exhibe una de sus esculturas, Oiseau lunaire (Pájaro lunar) (1966).

### Arte español de la segunda mitad delsigloXX: de la abstracción al Pop art

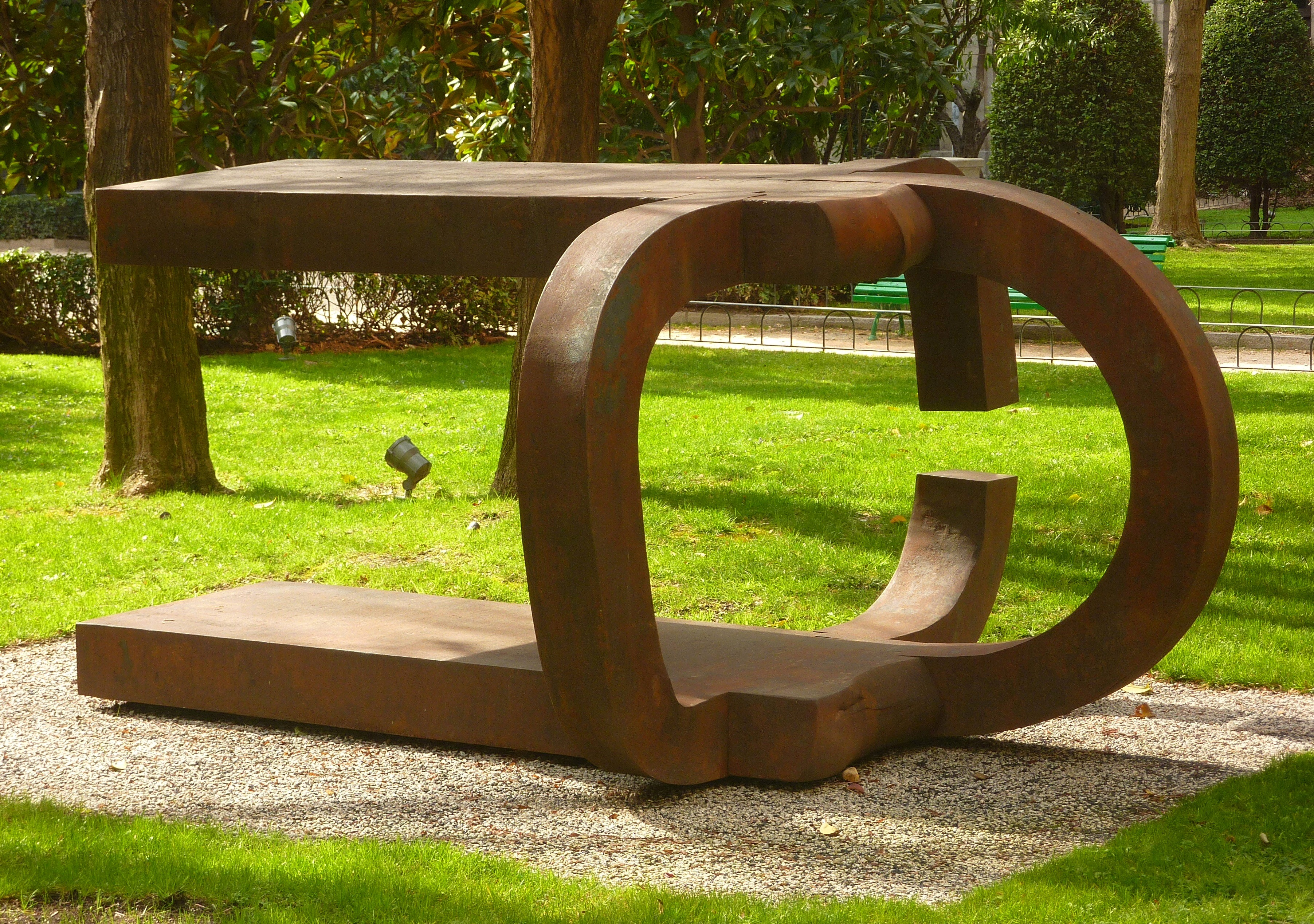
Toki Egin (Hacer sitio) (Homenaje a San Juan de la Cruz), obra de Eduardo Chillida, 1989-1990

El arte figurativo español de las décadas centrales del siglo XX cuenta con ejemplos de artistas como Pablo Gargallo, Pancho Cossío, Francisco Arias Álvarez, Francisco Bores, Benjamín Palencia, Maruja Mallo, Alberto Sánchez, el surrealista Óscar Domínguez, José de Togores, Ángeles Santos Torroella, Joaquín Sunyer o Joan Ponç.
Por su parte, la vía abstracta de mediados del siglo XX en España cuenta con obras de los escultores Jorge Oteiza y Eduardo Chillida, este último presente con algunas piezas de gran tamaño y varias toneladas de peso. Otros autores son: Pablo Palazuelo, Pablo Serrano, Antoni Tàpies, Manuel Millares, Lucio Muñoz, Luis Feito, Gerardo Rueda, Rafael Canogar, José Guerrero, Esteban Vicente, Eusebio Sempere, Equipo 57, Gustavo Torner, Antonio Saura; figurativos más tardíos, como Antonio López García y Carmen Laffón, para desembocar finalmente en la estética "Pop art", seguida (con variantes) por Equipo Crónica, Luis Gordillo, Eduardo Arroyo o Guillermo Pérez Villalta.
Autores españoles de reconocido prestigio, como Miquel Barceló, Jaume Plensa o Juan Muñoz, junto a jóvenes artistas que desarrollan su trabajo en las últimas décadas, finalizan el completo recorrido por el arte español contemporáneo y sus aportaciones al panorama artístico mundial.

### Arte internacional de la segunda mitad delsigloXX

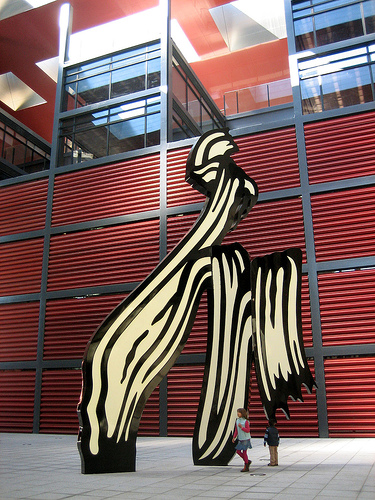
Brushstroke (Pincelada), de Roy Lichtenstein, en el patio Nouvel

La presencia de artistas extranjeros ha ido incrementándose en las colecciones del museo de manera notable, en especial en lo que se refiere a la segunda mitad del siglo XX. 
El fondo de mediados de siglo incluye trabajos de Diego Rivera (Vendedora de flores, 1949), Wifredo Lam, Roberto Matta, Henry Moore, Anthony Caro, Roy Lichtenstein, Robert Rauschenberg, Francis Bacon (Lying figure, 1966), Yves Klein (esculturas y pinturas, incluyendo una de sus famosas Antropometrías), Nancy Spero, Jean Tinguely, Asger Jorn, Pierre Alechinsky, Pol Bury, Constant (los cuatro últimos, miembros del grupo CoBrA), Lucio Fontana (Concetto spaziale. La Fine di Dio, 1963) o Christo. 
Se encuentran representados artistas de tendencias tan distintas como el tachismo (Jean Dubuffet, Henri Michaux, Wols, Jean Fautrier, Serge Poliakoff), Pop art (Andy Warhol, Richard Hamilton, Alex Katz), el Arte conceptual (Joseph Kosuth, Daniel Buren, Hans Haacke, Cildo Meireles, Marcel Broodthaers), la abstracción en sus diversas modalidades, el Arte Povera (Mario Merz, Michelangelo Pistoletto, Luciano Fabro, Jannis Kounellis), el Arte cinético (Alexander Calder, Jesús Soto), el Land Art o el minimalismo (Donald Judd, Robert Mangold, Ellsworth Kelly, Dan Flavin, Sol LeWitt, Carl Andre). De este último movimiento hubo la oportunidad en 1988 de adquirir, en condiciones económicas muy ventajosas, una parte sustancial de la colección Panza di Biumo, una de las mejores del mundo, pero el Reina Sofía rehusó la oferta. Por su parte, el expresionismo abstracto estadounidense, a pesar de su trascendencia en el arte posterior a la Segunda Guerra Mundial, es uno de los movimientos contemporáneos más pobremente representados en el museo, debido a su elevada cotización en el mercado. Apenas se cuenta con sendas obras de Mark Rothko, Sam Francis y Cy Twombly, tres de Robert Motherwell (incluida una de su serie más destacada, Elegía a la República Española), y otras tantas de Morris Louis (Vernal, Crown (Corona) y Lamed Beth, todas ellas pertenecientes a su serie Veils (Velos) -las dos últimas legadas por su viuda-), y nada hay de Jackson Pollock, Jasper Johns, Willem de Kooning ni Clyfford Still.
Artistas de fines del XX como los del movimiento Fluxus (Wolf Vostell, Nam June Paik, Louise Bourgeois, Cindy Sherman, Robert Filliou, Öyvind Fahlström), Anish Kapoor, Gerhard Richter, Georg Baselitz, Richard Serra, Julian Schnabel (serie de pinturas Al pueblo de España, 1991), Martin Kippenberger, Olafur Eliasson, etcétera, muestran las últimas tendencias del arte contemporáneo a nivel internacional.

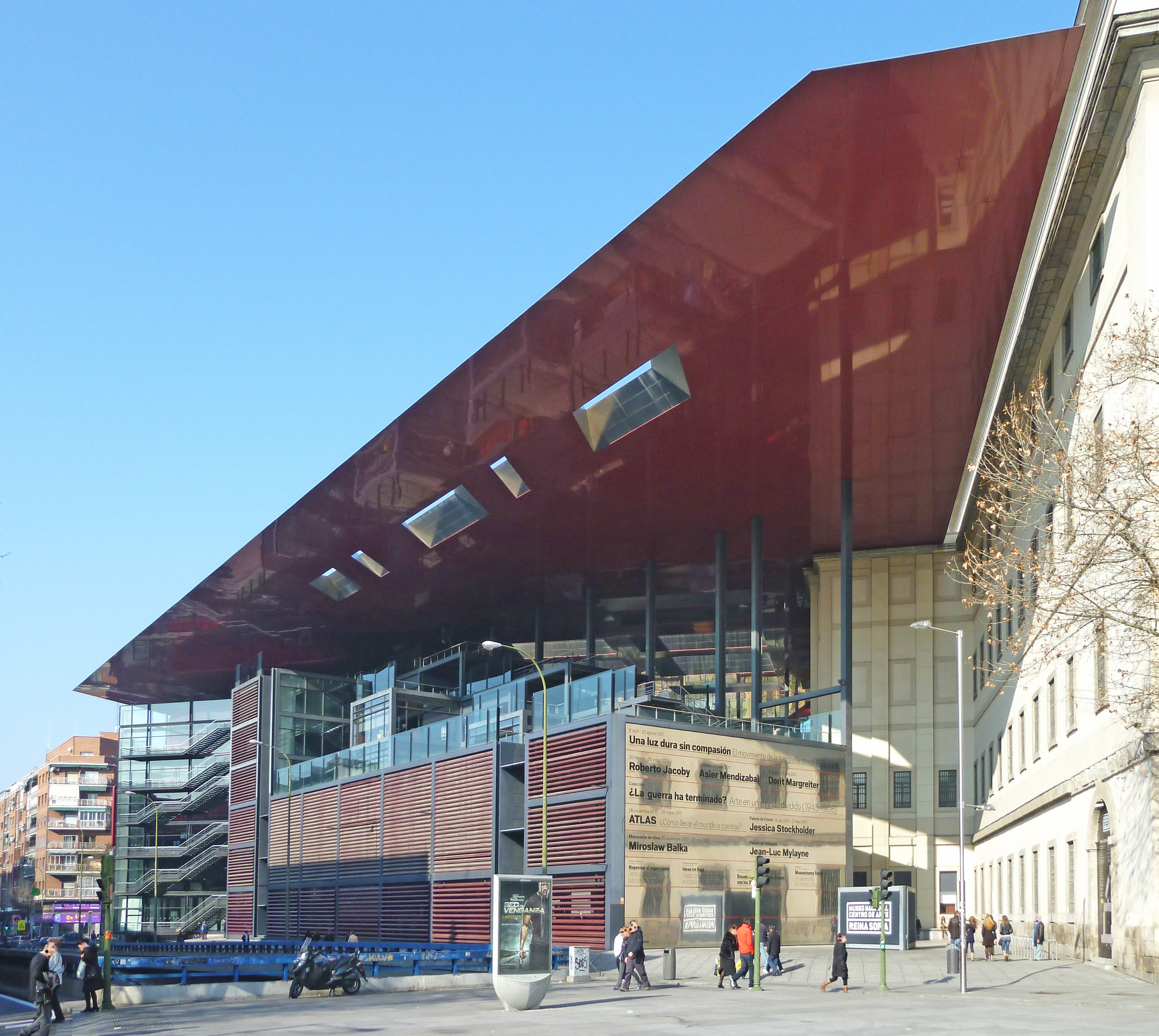
Ampliación del MNCARS, diseñada por Jean Nouvel

### 2009: reordenación
Cuando Manuel Borja-Villel accedió al cargo de director en el año 2008, cargo que ha ostentado hasta enero del 2023, impulsó un nuevo plan de reordenación de sus colecciones. El museo presentó dicho plan el 28 de mayo de 2009, considerándose la más profunda en veinte años. Sus principales novedades fueron la ruptura del criterio meramente lineal de la ordenación anterior, la mezcla de autores dispares formando salas temáticas, y la incorporación de numerosas obras nuevas y almacenadas, así como grabados de Francisco de Goya, con ejemplares prestados inicialmente por el Museo del Prado y posteriormente por la Calcografía Nacional. Goya es considerado un precursor de varias corrientes modernas pero se excluía de este museo por limitaciones cronológicas.
La nueva ordenación arranca en la segunda planta del Edificio Sabatini, con obras hasta la década de 1930. Prosigue en la cuarta planta del mismo edificio, con el arte que va desde la posguerra hasta principios de los años 60; este tramo fue nuevamente reordenado en 2010. El recorrido pasa a la primera planta del nuevo Edificio Nouvel, y concluye en la planta baja de dicho edificio, con las obras más recientes.

### 2021:Vasos Comunicantes
En noviembre de 2021, el Museo presenta la reordenación de su Colección Permanente, llamada Vasos Comunicantes. Se dispone en cuatro plantas del edificio Sabatini, incluidas nuevas salas específicamente habilitadas para esta reordenación, y en dos de las plantas de la ampliación de Nouvel. Con un 70% de piezas nuevas, y tratando de situar la colección en relación con las problemáticas del presente, esta nueva presentación pretende incrementar la presencia de mujeres artistas; de fondos fotográficos, bibliográficos y arquitectónicos; así como abordar temáticas como el colonialismo, el feminismo, la ecología, o el movimiento 15-M.
Vasos Comunicantes se articula en 8 episodios, que recorren las prácticas artísticas desde el año 1881 hasta nuestros días:
1. Territorios de vanguardia. Ciudad, arquitectura y revistas.
2. El pensamiento perdido.
3. Campo cerrado.
4. Doble exposición: el arte y la Guerra Fría.
5. Los enemigos de la poesía: resistencias en América Latina.
6. Un barco ebrio: eclecticismo, institucionalidad y desobediencia en los ochenta.
7. Dispositivo 92. ¿Puede la Historia ser rebobinada?
8. Éxodo y vida en común.

## Exposiciones temporales
El Museo ha dado un protagonismo esencial a las exposiciones temporales a lo largo de su historia, con exposiciones de referencia como París pese a todo: Artistas extranjeros (1944-1968), comisariada por Serge Guilbaut; Atlas: cómo llevar el mundo a cuestas, comsiariada por Georges Didi-Huberman; Los Esquizos de Madrid, comisariada por Ivan L. Munuera; o Manhattan Uso Mixto, comisariada por Douglas Crimp.
Al principio de su andadura como museo y centro de arte, con la colección permanente aún no perfilada del todo, las exposiciones eran un complemento fundamental, dado que acogían a artistas o tendencias escasa o nulamente representados en la colección permanente. Con el paso del tiempo, se han celebrado importantes antológicas que completan o complementan lo existente en el museo: así, han sido relevantes las dedicadas a Antonio López en 1993, a Picasso en 2006 o Dalí en 2013, todas ellas con excelente acogida por parte del público.

## Biblioteca y Centro de Documentación

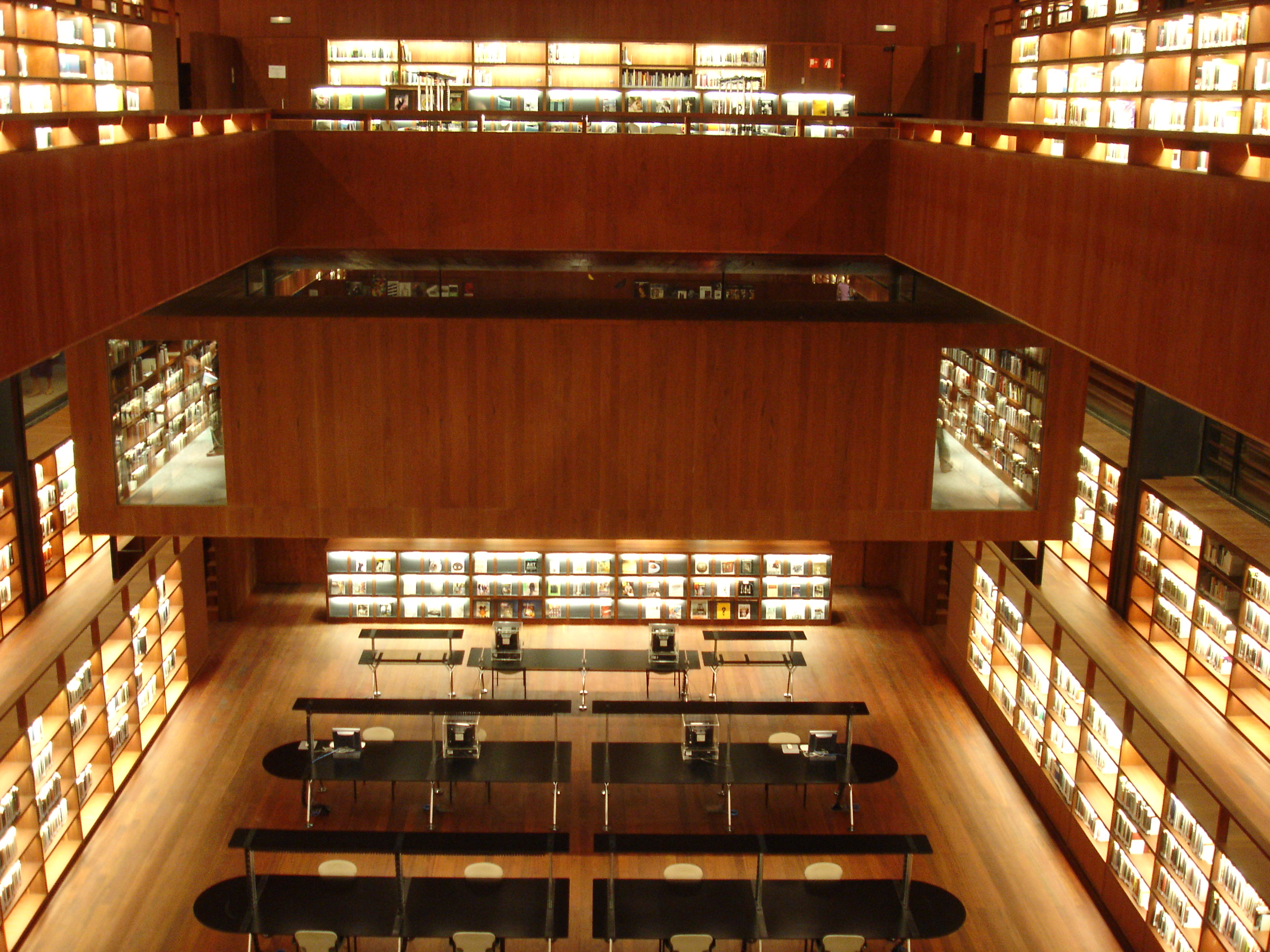
Sala de lectura de la Biblioteca, en la ampliación de Nouvel

La Biblioteca y Centro de Documentación del MNCARS es una biblioteca especializada en arte contemporáneo que reúne, conserva y dispone fondos bibliográficos y documentales relativos a las prácticas artísticas de los siglos XX y XXI. En la Biblioteca se incluye el Archivo Central, que conserva la documentación generada por la propia institución en el desarrollo de sus funciones. Desde el año 2005, la sede de la Biblioteca y Centro de Documentación se encuentra en el Edificio Nouvel del museo, estando originalmente situada en la tercera planta del Edificio Sabatini de la institución. Se encuentra abierta al exterior por grandes cristaleras, y contiene una gran lente de cristal de la Real Fábrica de Cristales La Granja diseñada por el mismo Nouvel presidiendo la sala de lectura.
El principal objetivo de la Biblioteca es facilitar a la ciudadanía el acceso a sus fondos y colecciones, que incluyen más de 100 000 monografías, 3500 grabaciones sonoras, cerca de 1000 vídeos, 2500 publicaciones periódicas y 10 500 documentos de carácter archivístico. Entre sus fondos destacados, resultan significativas sus colecciones de fotolibros, libros de artista, ephemera, cómics o fanzines, así como sus archivos personales, donde se aloja la documentación recopilada por instituciones y artistas como José Gutiérrez Solana, Miguel Trillo o Elena Asins.
Los materiales digitalizados pueden consultarse en línea desde el catálogo o a través de LaDigitaldelReina, una plataforma digital lanzada en 2022 que contiene una colección de más de 27.000 objetos digitales, entre los que se incluyen libros, pinturas, revistas, audios o vídeos.
La Biblioteca y Centro de Documentación incluye el Espacio D, una sala de exposición que articula muestras documentales en torno a los fondos bibliográficos y documentales de la institución, así como de otras instituciones que tienen el documento como eje principal de investigación. Durante los últimos años ha programado las muestras documentales Crónicas de un discurso, en torno al Archivo Juana Mordó alojado en la Biblioteca, ilimit, en torno a la obra homónima de Isidoro Valcárcel Medina, o Con h minúscula, que presenta una selección de documentos del Archivo 15M en relación con la Comuna de París.
Como parte de su voluntad de visibilización y dinamización de sus fondos y servicios, la Biblioteca articula desde 2021 el programa de mediación Casi Libros que incluye un programa de visitas a la Biblioteca y a la Colección, talleres, y un club de lectura.

## Edificio

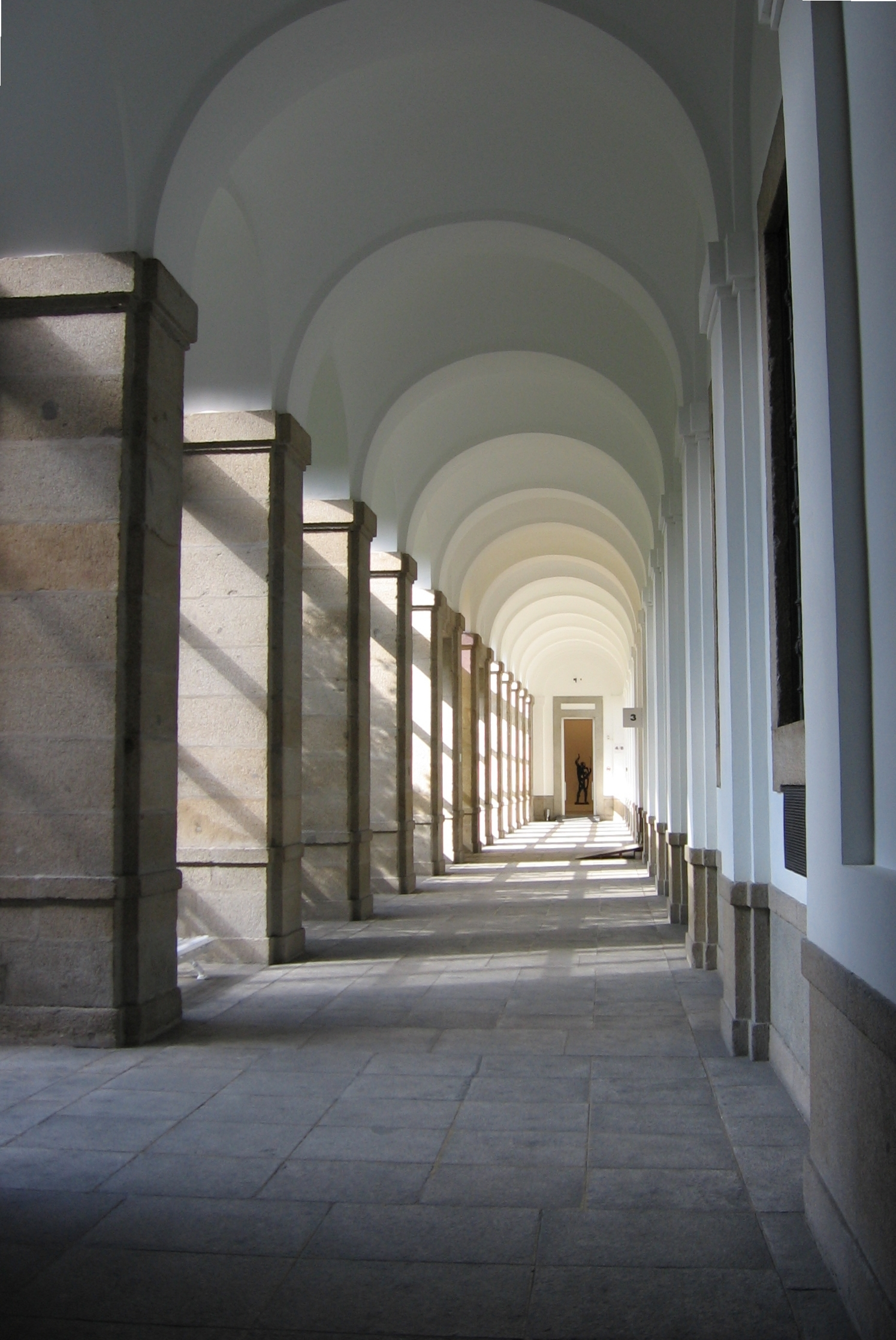
Vista de una de las galerías interiores del museo

El edificio principal del museo es el antiguo Hospital General de Madrid, gran edificio neoclásico del siglo XVIII encargado por Carlos III y diseñado inicialmente por José de Hermosilla y continuado posteriormente por Francesco Sabatini, aunque solo se construyó una parte del proyecto. El edificio previsto llegaba hasta la calle Atocha y la fachada principal que hoy se ve iba a ser la de uno de los patios interiores. Su estado inacabado explica que no se realizase prácticamente nada de la ornamentación, causa de su aspecto severo y desnudo.
Salvado de la demolición al ser declarado edificio protegido, a partir de 1980 se hicieron renovaciones y adiciones extensas. En 1988 partes del nuevo museo se abrieron al público, principalmente para albergar exposiciones temporales; ese mismo año un decreto lo declaraba Museo Nacional, lo que obligó a replantearse sus colecciones a fin de ofrecer un panorama convincente del arte español del siglo XX. Precisamente la coexistencia de ambas funciones, museo y centro de exposiciones, ha originado algunas fricciones y críticas, pues se considera que no puede cubrirlas por sí solo.
En diciembre de 2001 se inició la construcción de una gran ampliación diseñada por el arquitecto francés Jean Nouvel, sobre el solar de la antigua sede central del Instituto Nacional de Bachillerato a Distancia (INBAD). Inaugurada el 26 de septiembre de 2005, su planta tiene forma de triángulo truncado, y cuenta con un patio central bajo una cubierta de color rojo, acaso su elemento más peculiar.